# Hainburské vrchy
Hainburské vrchy starší název Hundsheimské vrchy (něm. Hainburger Berge nebo Hundsheimer Berge) je pohoří v Rakousku, které tvoří několik převážně zalesněných kopců na pravém břehu Dunaje u města Hainburg an der Donau nedaleko soutoku Dunaje s Moravou, od Slovenska je odděluje Dunaj s Devínskou bránou. Geologicky a geomorfologicky tvoří pokračování Malých Karpat, tedy patří ke Karpatské soustavě, ne k Alpské soustavě. Samotnou hranici mezi Karpaty a Alpami tvoří až Karnuntská brána, ležící jižně od Hainburských vrchů. Nejvyšší bodem je Hundsheimer Berg (480 m n. m.).